# 스기우치 도시야
스기우치 도시야(일본어: 杉内 俊哉, すぎうち としや, 1980년 10월 30일~)는 일본의 야구 선수, 지도자이다. 현역 시절에 퍼시픽 리그의 후쿠오카 소프트뱅크 호크스와 센트럴 리그의 요미우리 자이언츠 소속으로 활동했으며, 현재 요미우리 자이언츠의 3군 투수코치를 맡고 있다.

## 인물

### 프로 입단 전
오노조 시립 오노 초등학교, 오노조 시립 오노 중학교, 가고시마 실업 고등학교를 졸업했다. 초등학교 4학년 때 오노조 소년 야구팀 소속으로 야구를 시작했다. 당시는 외야수로 뛰었고 5학년 때는 1루수, 6학년 때 투수로 전향하여 에이스로서 전국 대회에 출전하여 16강에 진출하는 성적을 남겼다. 초등학생 때는 피구에 자신있었고 중학생 시절은 오노조 시의 소년 경식 야구팀(오노조 guts)의 에이스로 활약해 팀을 전국 대회의 준우승으로 이끌었다. 가고시마 실업 고등학교 시절의 동기생은 시이하라 다쿠야였고 고교 재학 중 고시엔 대회에 두 차례나 출전했다.
고교 3학년 때인 1998년, 전국 고등학교 야구 선수권 가고시마 대회 결승에서 당시부터 주목을 끌었던 센다이 고등학교의 기사누키 히로시와의 투수전 끝에 승리 투수가 되어 고시엔 대회 출전을 결정지었다. 가고시마 현 대회에서는 47이닝 2/3에 64개의 삼진을 빼앗아 ‘난고쿠의 닥터 K’라는 별명을 얻었다. 제80회 전국 고등학교 야구 선수권 대회의 1차전에서 하치노헤 공과 대학 제1 고등학교(아오모리)를 상대로 노히트 노런을 달성했고 2차전에서 마쓰자카 다이스케가 소속된 요코하마 고등학교(히가시카나가와)와 상대했지만 마쓰자카에게 홈런을 허용하는 등 8이닝 6실점을 기록하여 팀은 패했다. 대회 종료 후 마쓰자카, 아라카키 나기사, 무라타 슈이치, 가미시게 사토시와 함께 제3회 AAA 아시아 야구 선수권 대회 일본 대표팀 선수로 발탁되어 팀 우승에 기여했다.
고교 졸업 후 미쓰비시 중공업 나가사키에 취직하면서 2000년에는 도시 대항 야구 대회 출전에 기여했고 대회 직후에 시드니 올림픽 야구 일본 국가 대표로 발탁되어 올림픽 본선에 출전했다(결과는 4위). 이듬해 2001년 사회인 야구 일본 선수권 대회에서는 팀의 첫 우승을 달성했고 그 해 가을에 있은 프로 야구 드래프트 회의에서 후쿠오카 현에 연고지를 둔 후쿠오카 다이에 호크스로부터 3순위 지명을 받고 입단해 자신이 동경하고 있던 구도 기미야스와 같은 등번호 47번이 주어졌다.
가족(결혼 전에는 어머니, 누나, 조부모)을 매우 소중히 여겨 다이에와의 계약금으로 어머니와 누나, 조부모를 위해서 맨션을 각각 구입했고 호크스의 팀 동료였던 혼다 유이치는 ‘오노조 guts’, 가고시마 실업 고등학교의 후배에 해당된다.

### 다이에·소프트뱅크 호크스 시절

#### 2002년 ~ 2003년
입단 1년차인 2002년에는 시즌 2승에 끝났고 2003년에 투구 폼을 세트포지션으로 변경하면서 제구가 안정돼 선발 로테이션에 정착하여 시즌 10승을 올리는 등 팀의 리그 우승 달성에 기여했다. 8월 1일 오릭스 블루웨이브전에 선발 등판하여 7이닝 무실점으로 호투해 팀은 양대 리그제 도입 이후의 최다 득점과 최다 점수차(29대 1)를 기록한 경기에서의 승리투수가 되었다. 일본 시리즈인 한신 타이거스와의 맞대결에서 2승을 올려 일본 시리즈 우승에 기여한 공로로 일본 시리즈 MVP를 수상했다. 시즌 종료 후 TV 니시닛폰의 프로그램인 《날아라 호크스》의 리포터였던 도이에바 에리카와 결혼했다.

#### 2004년
6월 1일 지바 롯데 마린스전에서 2이닝 7실점을 기록하여 강판당한 직후 자신에게 불만스러운 듯 모자와 글러브를 벗어 내팽개친 뒤 양손으로 벤치를 타격하여 양손에 새끼 손가락 골절상을 입었다. 프로의 투수로서 자각이 부족했다고 판단한 스기우치의 행동에 대해 구단 측은 벌금 100만 엔과 10일간 근신이라는 징계를 내렸다. 장기 이탈을 피할 수 없게 되면서 2004년에는 그 날이 마지막 선발 등판이 되었다.

#### 2005년
4월과 5월에 2개월 연속으로 월간 MVP를 수상했고 팀에서는 스기우라 다다시 이후 네 번째가 되는 시즌 200탈삼진(218개)을 달성했다. 시즌 18승 4패와 평균자책점 2.11을 기록하여 처음으로 다승왕, 최고 평균자책점, 사와무라 에이지상(퍼시픽 리그에서 좌완 투수의 수상은 사상 최초) 등 투수 부문 타이틀을 연거푸 차지했고 퍼시픽 리그 MVP에도 선정되었다. 사구, 폭투, 보크, 실책은 모두 한 개도 없었다.

#### 2006년
월드 베이스볼 클래식 일본 대표팀 선수로 발탁되어 2경기에 등판해 0승 1패, 평균자책점 5.40을 기록했다. 정규 시즌에서는 중반 이후 크게 추락하면서 규정 투구 횟수를 채우지 못하고 7승에 끝났다. 플레이오프에서는 제2 스테이지 1차전에 선발 등판했지만 3이닝 2실점을 기록하여 패전 투수가 되었다.

#### 2007년
전반기 종료 시점에서 12승 2패와 1.755의 평균자책점으로 뛰어난 성적을 남겼는데 후반기에는 거듭된 부진으로 3승에 그쳤지만 2년 만에 두 자릿수 승리가 되는 15승을 올리는 등 선발진의 축으로 활약했다. 지바 롯데와의 클라이맥스 시리즈에서는 7이닝 3실점을 기록하여 승리 투수가 되었다.

#### 2008년
2년 연속 두 자릿수 승리 기록을 달성했고 교류전 기간 동안 전체 12구단에서의 1위가 되는 48개의 삼진을 빼앗았다. 베이징 올림픽 야구 일본 국가 대표팀 선수로 발탁되어 2경기에 등판해 1승 0패와 평균자책점 0.84의 성적을 남겼다. 정규 시즌인 10월 1일의 오릭스전(교세라 돔 오사카, 기요하라 가즈히로의 은퇴 경기)에 선발 등판해 기요하라의 타석에서는 모두 직구로 승부했다. 기요하라의 마지막 타석의 공은 구심이었던 아즈마 도시오로부터 기요하라에게 건네졌지만 기요하라는 그 공에 “스기우치의 최고의 공, 고마워요 - 기요하라 가즈히로”라는 메시지를 적어 스기우치에게 주었다.
오 사다하루가 지휘하는 최종전이 된 10월 7일의 도호쿠 라쿠텐 골든이글스전에서 9이닝 무실점으로 11개의 삼진을 빼앗아 다르빗슈 유를 제치고 처음으로 최다 탈삼진 타이틀을 석권했다. 3년 만에 200개의 탈삼진을 달성하면서 탈삼진률은 9.78로 양대 리그 1위를 기록했다.

#### 2009년

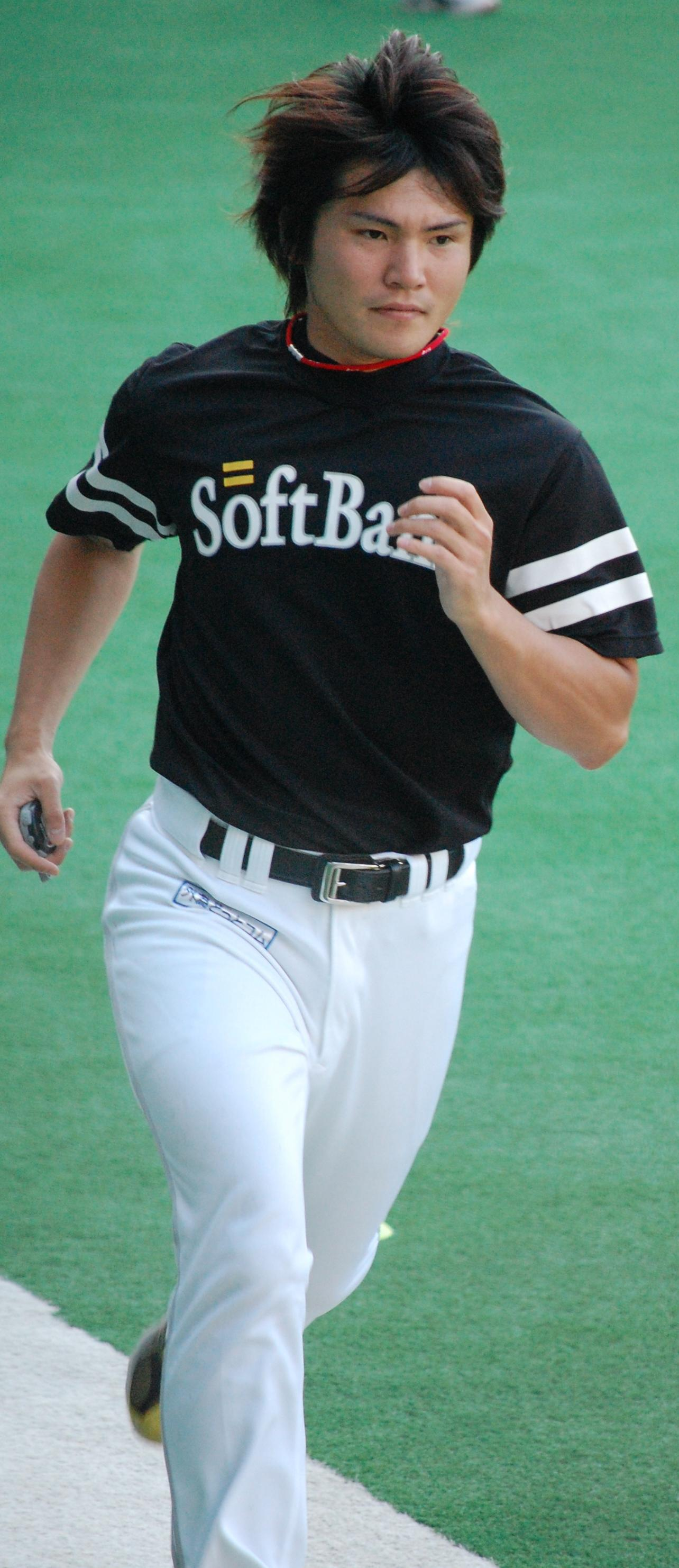
소프트뱅크 시절의 스기우치

2009년부터 글러브의 위치를 올리고 왼손을 숨기는 방식으로 하는 새로운 투구 폼을 변경했다. 하라 다쓰노리 감독이 이끄는 월드 베이스볼 클래식 일본 국가대표팀 선수로 발탁되어 5경기에 중간 계투로서 등판해 6과 1/3이닝의 무안타와 무실점으로 완벽하게 호투하며 일본 대표팀의 2연패 달성에 기여했는데 ‘그늘의 MVP’라고 칭해졌다.
정규 시즌인 4월 5일의 오릭스전에서 역대 122번째이자 현역 선수로서 8번째가 되는 개인 통산 1000탈삼진을 달성했고 현역 선수로서는 두 번째이자 역대 4위의 빠른 속도로(979와 1/3이닝) 달성했다. 교류전에서는 전체 12구단 최장인 44이닝을 던지는 등 패전 없이 3승을 올리는 등 팀의 교류전 우승에 기여하면서 교류전 MVP에 선정되었다. 6월의 월간 MVP에도 선정되면서 통산 6번째의 월간 MVP 수상은 퍼시픽 리그 투수 부문 사상 최다 기록이다. 8월 23일의 홋카이도 닛폰햄 파이터스전에서 선발 선수 전원으로부터 삼진을 빼앗아 개인 최다가 되는 15개의 탈삼진을 남겼고 9월 20일의 사이타마 세이부 라이온스전에서 10개의 탈삼진을 기록해 1993년 노모 히데오 이후 역대 두 번째이며 좌완 투수로서는 사상 최초인 5경기 연속 두 자릿수 탈삼진 기록을 달성했다. 2년 연속 최다 탈삼진과 통산 두 번째인 최우수 투수를 차지했고 퀄리티 스타트는 23회를 기록해 QS율(QS/선발 횟수)은 88.5%를 나타내며 12개 구단 중 1위를 기록했다.
이후 클라이맥스 시리즈 제1 스테이지에서는 라쿠텐에게 3이닝 도중 7실점을 허용하며 KO되었다. 12월 25일에 투수 중에서는 구단 역사상 최고 금액인 3억 엔으로 재계약을 맺었다.

#### 2010년
4월 30일의 지바 롯데전에서 7이닝 5실점을 기록하면서도 6승째를 올리는 등 1968년의 스즈키 게이시가 기록한 이후 42년 만이었고 소프트뱅크 구단에서는 1957년 기무라 다모쓰 이후 53년 만이 되는 4월에서의 6승을 달성했다. 올스타전 팬 투표 중간 발표 시점에서는 다르빗슈 유에 이어 2위였지만 최종적으로는 1위가 되어 팬 투표 부문에 처음으로 선정되었다(과거 4차례는 감독 추천으로 출전).
6월 29일의 지바 롯데전에서 4년 연속 두 자릿수 승리가 되는 10승째를 올렸고 8월 21일의 라쿠텐전에서 개인 최고 속도가 되는 50 km/h를 측정해 9월 11일의 닛폰햄전에서 3년 연속 200탈삼진을 달성했다. 리그 2위가 되는 5차례의 완봉승 가운데 4차례는 닛폰햄전(4월 9일, 7월 6일, 8월 14일, 9월 25일)이며 1995년에 사이토 마사키가 야쿠르트 스왈로스전에서 기록한 이래 퍼시픽 리그에서는 1978년에 스즈키 게이시가 난카이 호크스전에서 기록한 이후 32년 만에 4차례의 완봉을 달성했는데 프랜차이즈 제도가 본격적으로 시행된 1952년 이후 저실점 완투를 모두 완봉으로 장식한 투수 타이(5완투 5완봉) 기록을 세웠다. 스기우치는 매직넘버 ‘2’로 맞이한 9월 25일의 닛폰햄전에서는 다르빗슈 유와의 투수전 끝에 완봉승을 따낸 경기를 가장 인상적인 경기로 꼽았다. 이 경기까지 4경기에서 승리가 연결되지 않았던 것에 대한 책임을 느껴 그 날 경기에서 수훈 선수로 선정돼 히어로 인터뷰 도중에 눈물을 흘리기도 했다. 평균자책점(3.55)은 규정 투구 횟수를 채운 시즌에서는 최저 기록이었지만 리그 2위의 득점지원율이 12개 구단 중에서 2위인 6.97을 기록하는 등 타선의 지원도 있어 본인에게 있어서 두 번째로 많은 16승과 2년 연속이 되는 최우수 투수를 차지했다. 탈삼진률은 리그 최고의 10.74를 기록하면서 개인 최다인 218개를 나타냈지만 3년 연속 최다 탈삼진을 차지하는 데에는 실패했다.
그 해 클라이맥스 시리즈에서는 파이널 스테이지의 첫 경기와 최종전에서 선발을 맡았지만 두 경기에서 모두 패전 투수가 되었다.

#### 2011년
4월에는 평균자책점이 1.64를 기록했지만 0승 1패로 끝나 프로 10년째에 처음으로 단 1승도 올리지 못했다. 5월 14일의 세이부전에서 개인 최다 타이 기록이 되는 15개의 탈삼진을 기록하면서 시즌 첫 승리 투수가 되었고 6월 18일의 요코하마 베이스타스전에서 6회에 통산 1500탈삼진을 달성했다. 교류전에서는 3승을 남기면서 팀의 교류전 우승에 기여했다.
7월 9일의 지바 롯데전에서 구단이 후쿠오카로 이전한 이후의 입단한 선수로서는 처음으로 개인 통산 100승을 달성했다. 시즌을 통해서 타선의 지원을 받지 않고 본인으로서는 처음이 되는 1점 대의 평균자책점을 기록했고 QS 달성율도 91%를 기록했음에도 불구하고 5년 만에 두 자릿수 승리를 놓쳤다. 클라이맥스 시리즈 파이널 스테이지 3차전(대 세이부)에 선발 등판해 와쿠이 히데아키와의 투수전이 되면서 9이닝을 무실점으로 호투했지만, 10회에 선제점을 허용하여 강판되었다(우연히도 2명이 맞았을 때의 투구 수는 127개였다). 그러나 팀은 끝내기 승리를 거둬 일본 시리즈에 진출했다.
일본 시리즈(대 주니치 드래건스)에서는 2차전과 7차전에 선발로 등판해 2차전에서는 8이닝 1실점으로 호투하면서도 팀은 패했지만 7차전에서는 7이닝 무실점으로 완벽하게 호투하여 팀을 일본 시리즈 우승으로 이끄는데 기여하여 우수 선수상에 선정되었다. 2011년 시즌 종료 후 FA 자격을 얻었고 12월 19일에 요미우리 자이언츠에 이적하겠다고 밝혔다.

### 요미우리 자이언츠 시절

#### 2012년

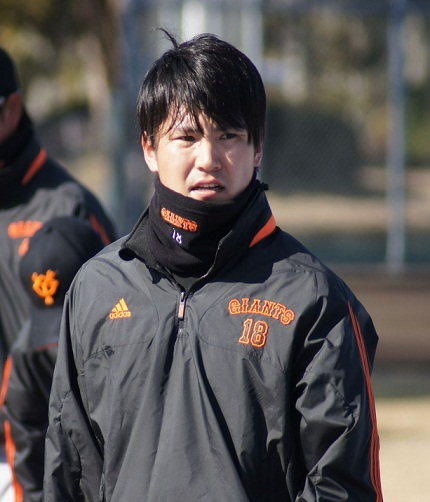
전지 훈련에서의 스기우치 도시야(2012년)

이듬해 4월 1일에는 요미우리 이적 후 처음으로 선발 등판하여 승리 투수가 되었는데 FA 이적으로 요미우리에 입단한 투수로서 첫 등판해 승리 투수가 된 사례는 2000년의 구도 기미야스 이후 두 번째이며 요미우리 이적 후 첫 등판한 투수가 팀의 첫 승리를 가져온 것은 1965년 가네다 마사이치, 1966년 구보타 오사무, 1976년 미즈타니 다카시에 이은 36년 만의 네 번째였다. 이 날은 자신이 다이에(현재의 소프트뱅크) 시절에 프로 데뷔 첫 승리 투수가 된 날이었다. 5월 4일의 한신 고시엔 구장에서 가진 한신전에서 이적 후 처음으로 완봉승을 거뒀다.
5월 30일 도호쿠 라쿠텐 골든이글스와의 교류전에서 9회 2사까지 퍼펙트 게임을 달리고 있었지만 볼넷을 내주었다. 크게 흔들릴 수 있는 상황에서 다음 타자를 삼진으로 잡아내며 무피안타 1사사구 14K를 기록, 일본 통산 86번째(퍼펙트 게임 포함)의 노히트 노런을 달성하였다. 요미우리의 등번호 18번을 착용한 선수 중에서는 나카오 히로시와 호리우치 쓰네오에 이어 역대 3번째의 노히트 노런을 달성한 선수가 되었다.
올스타전 팬투표(투수 부문)에서는 마에다 겐타에 이은 2위가 되었지만 선수간 투표에서는 전체 785표 중 426표를 획득하여 2위 마에다 겐타와의 331표차로 6년 연속이자 개인 통산 7번째의 올스타전에 출전했다. 7월 27일 히로시마전에 선발 등판하여 승리 투수가 되었는데 역대 두 번째의 ‘긴테쓰를 포함한 전체 13구단에서 승리를 올린 투수’가 되었다(사상 최초는 구도 기미야스). 전반기에는 평균자책점이 1점대 전반 이하를 기록하였고 올스타전에서 9승을 올리는 등 에이스급의 활약을 보였지만 8월 23일에는 왼쪽 어깨 통증에 의한 등록 말소도 있어 최종적으로는 12승, 평균자책점 2.04에 끝났지만 노미 아쓰시(한신)와 대등한 172개의 탈삼진으로 사상 최초가 되는 양대 리그에서의 최다 탈삼진 타이틀을 석권했다. 승률에서도 리그 1위를 기록했고 피타율, WHIP, FIP, QS율 등의 각종 지표에서는 모두 리그 1위의 성적을 나타냈다. 그러나 포스트 시즌에서는 어깨 통증의 영향으로 출전하지 못했다.

## 에피소드
- 공은 왼손으로 던지지만 필기할 때와 식사를 할 때는 오른손으로 사용한다.
- 메이저 리그 지향하는 선수가 많은 가운데 스기우치는 부정적인 입장을 취하고 있다. 그 이유는 “영어를 잘 모르니까”라고 밝혔다.
- 후쿠오카 돔에서의 등판하는 날에는 그 전에 자신의 집의 화장실 청소를 한다.
- 2010년 9월 25일 홋카이도 닛폰햄 파이터스전에서 다르빗슈 유와의 투수전 끝에 1대 0으로 승리하여 완봉승을 거뒀고 히어로 인터뷰의 도중에 감격의 눈물을 흘렀다. 2010년 정규 시즌 마지막 등판이 되면서 승리하면 팀의 우승 매직넘버가 ‘1’로 감소되어 패하면 세이부에 우승 매직넘버가 이동할 수도 있다는 중요한 경기였다. “최근 4경기가 답답할 정도였다(4경기에서 0승 2패, 평균자책점 9.58). 마지막 등판에서 후회가 없는 투구를 할 수 있었다”라고 말했다.
- 어렸을 때부터 요미우리 자이언츠의 팬이었며 좋아하는 선수는 하라 다쓰노리였다. FA로 요미우리에 이적할 당시에는 하라 감독으로부터 전화를 통해 입단 권유를 받으면서 요미우리에 입단하기로 결심했다고 한다.

## 자선 활동
- ‘스기우치 기금’을 설립해 2005년까지는 휠체어, 2006년부터는 1승마다 AED를 기증하고 있다. 2010년부터 일본 골수 뱅크에 도너로 등록하고 있다.
- 동일본 대지진의 부흥 지원 때문에 정규 경기에서의 공의 개수 1개에 대해서 1,000엔의 의연금을 보내겠다고 발표했다.

## 상세 정보

### 출신 학교
- 가고시마 실업고등학교

### 선수 경력
사회인 시대
- 미쓰비시 중공업 나가사키

프로팀 경력
- 후쿠오카 다이에 호크스·후쿠오카 소프트뱅크 호크스(2002년 ~ 2011년)
- 요미우리 자이언츠(2012년 ~ 2018년)

지도자 경력
- 요미우리 자이언츠 2군 투수코치(2019년 ~ 2021년)
- 요미우리 자이언츠 3군 투수코치(2022년 ~ )

국가 대표 경력
- 2000년 시드니 올림픽 일본 국가대표
- 2006년 월드 베이스볼 클래식 일본 국가대표
- 2008년 베이징 올림픽 일본 국가대표
- 2009년 월드 베이스볼 클래식 일본 국가대표
- 2013년 월드 베이스볼 클래식 일본 국가대표

### 수상·타이틀 경력

#### 타이틀
- 다승왕: 1회(2005년)
- 최우수 평균 자책점: 1회(2005년)
- 최다 탈삼진: 3회(2008년, 2009년, 2012년)
- 최고 승률: 2회(2009년, 2010년) ※최우수 투수로서 수상

#### 수상
- MVP: 1회(2005년)
- 최우수 투수: 2회(2009년, 2010년)
- 사와무라 에이지상: 1회(2005년)
- 베스트 나인: 1회(2005년)
- 최우수 배터리상(2010년)[7]
- 일본 시리즈 MVP: 1회(2003년)
- NPB 연맹 수상: 1회(2012년에 노히트 노런을 달성한 공로로)
- 일본 시리즈 우수 선수상: 1회(2011년)
- 센트럴·퍼시픽 교류전 MVP: 1회(2009년)
- 센트럴·퍼시픽 교류전 우수 선수: 1회(2012년)
- 월간 MVP: 9회(2003년 8월, 2005년 4월, 2005년 5월, 2007년 5월, 2008년 5월, 2009년 6월, 2010년 3·4월, 2012년 5월, 2013년 3·4월)[8]
- 최우수 JA 전농 Go·Go상: 1회(2012년)
- JA 전농 Go·Go상: 2회(최다 탈삼진상: 2008년 5월, 2012년 5월)
- ‘조지아혼’상: 1회(2012년도 제5회)
- 니시닛폰 스포츠 연간 MIP상: 2회(2005년, 2008년)
- 니시닛폰 스포츠 월간 MIP상: 2회(2008년 5월, 2009년 6월)
- 야나세·후쿠오카 소프트뱅크 호크스 연간 MVP상: 1회(2005년)
- 스포츠 닛폰 연간 MRP상: 1회(2005년)
- 베스트 퍼더 옐로 리본상 in ‘프로 야구 부문’(2009년도)
- 후쿠오카 시 스포츠 영예상(2006년)
- 오노조 시민 스포츠 영예상(2003년)
- 오노조 시민 특별 영예상(2009년)
- 규슈 방송 VIVA!! SPORTAS MOST 하이알 히어로상(2009년)

### 개인 기록

#### 투수 기록
- 첫 등판·첫 선발·첫 승리: 2002년 4월 1일, 대 지바 롯데 마린스 1차전(후쿠오카 돔), 6이닝 1실점
- 첫 탈삼진: 상동, 1회초에 사부로로부터
- 첫 완투·첫 완봉: 2003년 3월 30일, 대 지바 롯데 마린스 3차전(후쿠오카 돔)

#### 타격 기록
- 첫 안타: 2005년 5월 31일, 대 한신 타이거스 4차전(한신 고시엔 구장), 3회초에 스기야마 나오히사로부터 3루 내야 안타
- 첫 타점: 2009년 5월 25일, 대 도쿄 야쿠르트 스왈로스 2차전(메이지 진구 야구장), 2회초에 이시카와 마사노리로부터 좌전 적시타

#### 기록 달성 경력
- 통산 1000탈삼진: 2009년 4월 5일, 대 오릭스 버펄로스 3차전(후쿠오카 Yahoo! JAPAN 돔), 4회초에 호세 페르난데스로부터 ※역대 122번째
- 통산 1000투구 이닝: 2009년 4월 26일, 대 도호쿠 라쿠텐 골든이글스 6차전(후쿠오카 Yahoo! JAPAN 돔), 4회초 3아웃에 와타나베 나오토를 유격수 땅볼로 달성 ※역대 318번째
- 통산 1500탈삼진: 2011년 6월 18일, 대 요코하마 베이스타스 3차전(요코하마 스타디움), 6회말에 이시카와 다케히로로부터 헛스윙 삼진으로 달성 ※역대 50번째
- 통산 100승: 2011년 7월 9일, 대 지바 롯데 마린스 7차전(후쿠오카 Yahoo! JAPAN 돔), 선발로 8이닝 무실점 ※역대 129번째
- 통산 1500투구 이닝: 2011년 9월 9일, 대 지바 롯데 마린스 18차전(QVC 마린필드), 1회말 2아웃에 오카다 요시후미를 유격수 땅볼로 달성 ※역대 165번째
- 통산 2000탈삼진: 2014년 7월 12일, 대 한신 타이거스 11차전(도쿄 돔), 6회초에 우에모토 히로키로부터 헛스윙 삼진 ※역대 22번째
- 통산 2000투구 이닝: 2015년 3월 31일, 대 주니치 드래곤스 1차전(나고야 돔), 5회말 1사에 오노 유다이를 좌익수 뜬공으로 처리하여 달성 ※역대 87번째

#### 기타
- 매이닝 탈삼진
  - 2005년 8월 20일, 대 세이부 라이온스 14차전(후쿠오카 Yahoo! JAPAN 돔)[9]
  - 2008년 10월 1일, 대 오릭스 버펄로스 22차전(교세라 돔 오사카)[10]
- 1이닝 4개 탈삼진: 2003년 4월 14일, 대 지바 롯데 마린스 4차전(지바 마린 스타디움)[11]
- 일본 시리즈 최소 볼넷(투구 이닝 10이상): 0개(일본 시리즈 타이 기록) ※역대 6번째
- 한 시즌 두 자릿수 탈삼진: 11회(2008년) ※역대 7번째
- 5경기 연속 두 자릿수 탈삼진: 2009년(8월 23일 ~ 9월 23일)[12]
- 통산 100승에 도달한 경기수: 215경기[13]
- 현존한 12개 구단을 상대로 승리 ※역대 10번째
- 13개 구단을 상대로 승리 ※역대 2번째
- 구원승 없이 통산 100승(사상 최초)
- 탈삼진수가 투구 이닝을 웃돈 횟수(규정 투구 이닝 이상): 6차례(사상 최초)
- 3년 연속 200탈삼진: 2008년 ~ 2010년[14]
- 4년 연속 월간 MVP 수상: 2007년 ~ 2010년(퍼시픽 리그 역대 2번째)
- 노히트 노런: 2012년 5월 30일, 대 도호쿠 라쿠텐 골든이글스 1차전(도쿄 돔), 1볼넷의 준퍼펙트 게임 ※역대 75번째
- 올스타전 출장: 7회(2005년, 2007년 ~ 2012년)
- 올스타전 양대 리그에서의 승리 투수 ※역대 2번째
- 올스타전 2개 구단에서의 승리 투수 ※역대 3번째
- 올스타전 1이닝 3개의 공으로 체인지 ※가장 유일

### 등번호
- 47(2002년 ~ 2011년)
- 18(2012년 ~ 2018년)
- 85(2019년 ~ 2021년)
- 101(2022년 ~ )

### 연도별 투수 성적
| 연 도      | 소 속             | 등 판 | 선 발 | 완 투 | 완 봉 | 무 4 구 | 승 리 | 패 전 | 세 이 브 | 홀 드 | 승 률 | 타 자 | 이 닝  | 피 안 타 | 피 홈 런 | 볼 넷 | 고 4 | 몸 맞 | 탈 삼 진 | 폭 투 | 보 크 | 실 점 | 자 책 점 | 평 자 책 | W H I P |
| ---------- | ----------------- | ----- | ----- | ----- | ----- | ------- | ----- | ----- | -------- | ----- | ----- | ----- | ------ | -------- | -------- | ----- | ---- | ----- | -------- | ----- | ----- | ----- | -------- | -------- | ------- |
| 2002년     | 다이에 소프트뱅크 | 11    | 9     | 0     | 0     | 0       | 2     | 2     | 0        | --    | .500  | 204   | 44.0   | 48       | 5        | 23    | 3    | 4     | 46       | 1     | 0     | 29    | 29       | 5.93     | 1.61    |
| 2003년     | 다이에 소프트뱅크 | 27    | 24    | 3     | 2     | 0       | 10    | 8     | 0        | --    | .556  | 675   | 162.2  | 148      | 13       | 55    | 1    | 3     | 169      | 4     | 0     | 64    | 61       | 3.38     | 1.25    |
| 2004년     | 다이에 소프트뱅크 | 10    | 9     | 0     | 0     | 0       | 2     | 3     | 0        | --    | .400  | 216   | 45.2   | 56       | 8        | 27    | 1    | 2     | 51       | 2     | 0     | 36    | 35       | 6.90     | 1.82    |
| 2005년     | 다이에 소프트뱅크 | 26    | 26    | 8     | 2     | 2       | 18    | 4     | 0        | 0     | .818  | 765   | 196.2  | 150      | 14       | 43    | 1    | 0     | 218      | 0     | 0     | 51    | 46       | 2.11     | 0.98    |
| 2006년     | 다이에 소프트뱅크 | 22    | 21    | 0     | 0     | 0       | 7     | 5     | 0        | 0     | .583  | 558   | 132.2  | 130      | 15       | 44    | 2    | 5     | 114      | 2     | 0     | 57    | 52       | 3.53     | 1.31    |
| 2007년     | 다이에 소프트뱅크 | 28    | 28    | 5     | 3     | 3       | 15    | 6     | 0        | 0     | .714  | 793   | 197.2  | 166      | 12       | 46    | 1    | 5     | 187      | 1     | 0     | 58    | 54       | 2.46     | 1.07    |
| 2008년     | 다이에 소프트뱅크 | 25    | 25    | 8     | 1     | 3       | 10    | 8     | 0        | 0     | .556  | 776   | 196.0  | 162      | 15       | 36    | 1    | 2     | 213      | 3     | 0     | 63    | 58       | 2.66     | 1.01    |
| 2009년     | 다이에 소프트뱅크 | 26    | 26    | 6     | 1     | 0       | 15    | 5     | 0        | 0     | .750  | 764   | 191.0  | 145      | 14       | 63    | 1    | 4     | 204      | 7     | 0     | 59    | 50       | 2.36     | 1.09    |
| 2010년     | 다이에 소프트뱅크 | 27    | 27    | 5     | 5     | 2       | 16    | 7     | 0        | 0     | .696  | 779   | 182.2  | 169      | 12       | 60    | 1    | 8     | 218      | 10    | 0     | 75    | 72       | 3.55     | 1.25    |
| 2011년     | 다이에 소프트뱅크 | 23    | 23    | 7     | 3     | 0       | 8     | 7     | 0        | 0     | .533  | 676   | 171.1  | 122      | 8        | 49    | 1    | 8     | 177      | 5     | 0     | 40    | 37       | 1.94     | 1.00    |
| 2012년     | 요미우리          | 24    | 24    | 3     | 2     | 1       | 12    | 4     | 0        | 0     | .750  | 634   | 163.0  | 116      | 6        | 43    | 0    | 3     | 172      | 9     | 0     | 42    | 37       | 2.04     | 0.98    |
| 2013년     | 요미우리          | 24    | 24    | 2     | 1     | 0       | 11    | 6     | 0        | 0     | .647  | 634   | 153.0  | 122      | 19       | 49    | 1    | 7     | 149      | 4     | 1     | 60    | 57       | 3.35     | 1.12    |
| 2014년     | 요미우리          | 26    | 26    | 1     | 1     | 0       | 10    | 6     | 0        | 0     | .625  | 654   | 159.1  | 144      | 18       | 41    | 0    | 5     | 145      | 1     | 0     | 59    | 56       | 3.16     | 1.16    |
| 2015년     | 요미우리          | 17    | 17    | 0     | 0     | 0       | 6     | 6     | 0        | 0     | .500  | 401   | 95.2   | 88       | 9        | 35    | 0    | 3     | 93       | 2     | 1     | 42    | 42       | 3.95     | 1.29    |
| 통산: 14년 | 통산: 14년        | 316   | 309   | 48    | 21    | 11      | 142   | 77    | 0        | 0     | .648  | 8514  | 2091.1 | 1766     | 168      | 614   | 14   | 59    | 2156     | 51    | 2     | 735   | 686      | 2.95     | 1.14    |

- 2015년 시즌 종료 기준
- 굵은 글씨는 시즌 최고 성적.
- 2005년에 다이에(후쿠오카 다이에 호크스)가 소프트뱅크(후쿠오카 소프트뱅크 호크스)로 구단명을 변경.